# Jacques Solomon
Pour les articles homonymes, voir Solomon.
Jacques Solomon, né le 4 février 1908 à Paris 18e et mort pour la France, fusillé par les nazis le 23 mai 1942 au Mont-Valérien à Suresnes, est un physicien, théoricien marxiste et résistant communiste français.

## Biographie
Fils du radiologue Iser Solomon et d'Alice Habib, il avait un frère, André, médecin généraliste puis radiologue, et une sœur, Arlette, gynécologue. Externe des hôpitaux de Paris, il épouse en 1929 Hélène Langevin, fille du physicien Paul Langevin. Il abandonne la préparation du concours de l'internat pour se consacrer à la physique théorique et s'engage dans la recherche.
Jacques Solomon milite au Parti communiste auquel il a adhéré en 1934. Il enseigne à l'Université ouvrière et collabore aux Cahiers du Bolchevisme ainsi qu'à L'Humanité. Il est l’un des secrétaires de l'Union des intellectuels français pour la justice, la liberté et la paix avec Paul Langevin et Jean Perrin.
En septembre-octobre 1940, en contact avec Georges Politzer, Jacques Solomon cherche à organiser la résistance universitaire. Après l'arrestation de son beau-père Paul Langevin, il anime le mouvement de protestation qui se traduit par des manifestations d'étudiants et de professeurs devant le Collège de France. Il est, avec Georges Politzer et Jacques Decour, l'un des principaux rédacteurs des premiers numéros de l’Université libre.
Arrêté le 1er mars 1942 par les brigades spéciales, interné à la prison du Cherche-Midi puis à la Santé, Jacques Solomon est remis aux Allemands et fusillé comme otage, le 23 mai 1942 au Mont-Valérien, à l'âge de 34 ans, le même jour que Georges Politzer.
Sa femme, Hélène Solomon-Langevin, membre du Front national de lutte pour l'indépendance de la France, est déportée à Auschwitz. À son retour en France, elle siège à l'Assemblée constituante en 1945 et 1946.

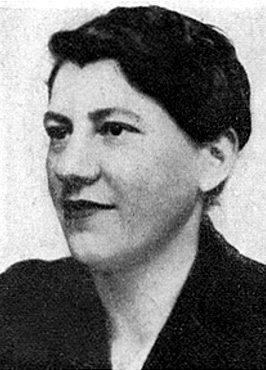
Hélène Solomon-Langevin, en 1945.

## Travaux scientifiques
Solomon est l'un des premiers jeunes physiciens français à s'intéresser à la théorie quantique des champs, très peu de temps après la publication de l'article fondateur de cette théorie, en 1929, par Wolfgang Pauli et Werner Heisenberg. Entre 1929 et 1931, il travaille sur ce sujet pour sa thèse de doctorat, sous la direction de Léon Brillouin. Dans le cadre de cette thèse, il rencontre Niels Bohr et Léon Rosenfeld à Copenhague, figures éminentes du courant de pensée de l'école de Copenhague qui va profondément marquer et influencer Solomon. 
Sa thèse se distingue par une présentation particulièrement claire et détaillée de la théorie de Pauli-Heisenberg, s'affranchissant de la lourdeur mathématique présente dans leur article de 1929. Elle présente également cette théorie sous une forme plus générale et abstraite ne dépendant pas de la nature physique du champ, préfigurant sa préoccupation qui allait se développer de vouloir unifier le champ électromagnétique et le champ gravitationnel.
En 1933, il collabore avec le physicien Wolfgang Pauli pour tenter d'unifier l'équation de Dirac avec la théorie de la relativité générale, dans une théorie dans laquelle les électrons d'énergie négative (trous de la mer de Dirac, que Pauli détestait) n'apparaissent pas.

## Distinctions
- Titulaire du Cours Peccot du Collège de France.
- Interné résistant.
- Mort pour la France.
- Personne citée au Panthéon de Paris.
- Chevalier de la Légion d'honneur[7], 1960, à titre posthume.

## Publications
- L'Électrodynamique et la théorie des quanta, thèse de doctorat, Paris, Masson, 1931 [lire en ligne]
- Sur l'indéterminisme de la mécanique quantique, Journal de physique et le radium, tome 4, 1933
- Théorie du passage des rayons cosmiques à travers la matière, Paris, Hermann, 1936 [lire en ligne]
- Remarques sur quelques progrès récents de la théorie du neutrino, Journal de physique et le radium, 1937 [lire en ligne]
- Gravitation et quanta, Journal de physique et le radium (1938) [lire en ligne]
- Les problèmes du marché et la politique commerciale (1938)
- Le capital financier et l'oligarchie financière en France (1938)
- L'État et la vie économique (1938)
- Les grands problèmes de l'économie politique contemporaine 1: la vie économique et l'économie française, avec Georges Politzer (1938)
- Les grands problèmes de l'économie politique contemporaine 2: L'agriculture dans l'économie française, avec Georges Politzer (1938), Bureau d'éditions, p. 34.
- La pensée française, des origines à la Révolution (1939) (lire en ligne) (Wikisource)
- Problèmes d'économie politique, l'école de Lausanne (1939)
- Du radium artificiel à la conception de l'atome, La Pensée, numéro 1, 1939[8]
- Les ondes de probabilité, La Pensée, numéro 2, 1939[9]
- La dialectique de la nature de Friedrich Engels, traduction de Jacques Solomon et Georges Politzer, Paris, Éditions Sociales, 1939
- A propos des ultra-virus (1939)
- La médecine devant la science et l'humanisme (1939)
- Protons, neutrons, neutrinos, Paris, Gauthier-Villars, 1939
- Le spectre beta du radium E, Journal de Physique et le Radium, 1940[10]
- Gaston Bachelard et le nouvel esprit scientifique, La Pensée, nouvelle édition, numéro 1, 1945[11]
- Les éléments ultimes de la matière (La matière au point de vue physico-chimique), Revue de Synthèse, 1945
- Marx et Meyerson, La Pensée, 2013. [lire en ligne]

## Hommages et études
- Deux savants morts pour la France : Fernand Holweck, Jacques Solomon, publication clandestine, comités de l'Université de Paris du Front national de lutte pour la libération et l'indépendance de la France[12], 1943.
- Paul Langevin, Hommage à Jacques Solomon, Union française universitaire, Paris, 1946, texte inclus dans le recueil La Pensée et l'Action, Les Éditeurs Français Réunis, 1950.
- Solomon, un homme des sommets, par Georges Fournier, Les Lettres françaises, 1951.
- Jacques Solomon, par Léon Rosenfeld, Springer, 1959[13].
- Jacques Solomon, militant du cinquième arrondissement, par André Parinaud, 1972.
- Mémoire des hommes : Fusillés du Mont-Valérien, 2010.
- Martha Cecilia Bustamante, Jacques Solomon et Paul Langevin, Filiation et différences, Épistémologiques, 2002[14].
- Martha Cecilia Bustamante, Jacques Solomon, Rassembler tous les universitaires patriotes, L'Humanité, 2010. [lire en ligne]
- Martha Cecilia Bustamante, Jacques Solomon : profil d'un physicien théoricien dans la France des années trente, Revue d'histoire des sciences, 1997. [lire en ligne] :

1. ↑  p. 56
2. ↑  p. 57
3. ↑  p. 59
4. ↑  p. 63

- Cécile Colin[15], Jacques Solomon et l'interprétation de la théorie quantique, Revue d'histoire des sciences, 2010. [lire en ligne] :

- Martha Cecilia Bustamante, Parcours, pratique théorique et documents scientifiques privés du physicien Jacques Solomon, Comptes-rendus de physique, Académie des sciences, 2022. [lire en ligne]